# Бернский симфонический оркестр
Бернский симфонический оркестр (нем. Berner Symphonie-Orchester) — швейцарский симфонический оркестр, базирующийся в Берне. Основан в 1877 г.
Постепенный выход оркестра на общеевропейскую музыкальную сцену начался в 1930-е гг. и был упрочен начиная с 1960-х гг., когда за его пультом в качестве приглашённых дирижёров и гастролёров стали появляться такие мастера, как Рафаэль Кубелик, Гюнтер Ванд, Курт Зандерлинг, Элиаху Инбал и др.
Оркестр также участвует в постановках Бернской оперы; руководители оркестра в некоторых случаях (как, например, Шарль Дютуа) занимали должность генеральмузикдиректора, руководя также оперными постановками, — в другие периоды эта ответственность бывала разделена (так, Густав Кун как руководитель оркестра работал параллельно с Ламберто Гарделли как главным дирижёром оперы).

## Руководители
- Карл Мунцингер
- Фриц Брун (1909—1941)

…
- Пауль Клецки (1964—1966)
- Шарль Дютуа (1967—1977)
- Густав Кун (1979—1983)
- Петер Мааг (1984—1990)
- Дмитрий Китаенко (1990—2004)
- Андрей Борейко (с 2004 г.)

## Интересные факты
- В 1902—1906 гг. скрипачом в оркестре работал художник Пауль Клее.